# Bosvogelmelk
Bosvogelmelk (Ornithogalum pyrenaicum) is een overblijvende plant uit de aspergefamilie (Asparagaceae), vroeger (Cronquistindeling) ingedeeld bij de leliefamilie (Liliaceae).

## Beschrijving
De bloeiperiode is van juni tot juli.
De bloemen zijn tweeslachtig. Ze vormen samen slanke, rechtopstaande trossen van meer dan twintig bloemen, naar alle zijden gekeerd. Ze zijn zwak geurend. Alle bloemsteeltjes zijn nagenoeg even lang. De bloemdekbladen zijn aan de binnenkant geelachtig of groenachtig wit en 6-13 mm lang, met aan de buitenkant een smalle groene middenstreep. De meeldraden zijn lichtgeel en ongeveer 0,75 keer zo lang als het bloemdek. De helmdraden eindigen met een tand aan weerszijden van de helmknop.
De bloeistengels staan rechtop en worden tot 1 m hoog.
De lijnvormige, 3-15 mm brede, grijsgroene bladeren zijn korter dan de stengel en zonder witte middenstreep. Tijdens de bloei zijn ze meestal al geheel of gedeeltelijk verdord.
De vrucht is een opgerichte gesteelde doosvrucht.
De plant lijkt sterk op piramidevogelmelk (Ornithogalum pyramidale), maar deze heeft niet-getande helmdraden, en de binnenkant van de bloemdekdaken is wit in plaats van geel- of groenachtig.
De Franse naam Asperge des bois duidt op het feit dat de jonge, in het voorjaar verzamelde spruiten soms als groente worden gegeten.

## Standplaatsen
De plant groeit op milde humus met meestal kalkrijke bodem in bossen, kapvlakten, heggen en graslanden.

## Verspreiding
De plant is inheems in Frankrijk, Spanje en noord Italië, en komt voor op enkele groeiplaatsen in het Maasdistrict en in Lotharingen in België, waar ze plaatselijk algemeen kan zijn. Elders in België en Nederland kan ze ook verwilderd gevonden worden.
Deze plant is wettelijk beschermd in België.